# Еурих
Еурих, такође познат и као Еурик, Еварик или Ервиг, родио се 415. године, а умро је 484. Био је млађи брат Теодорика II, визиготског краља кога је убио и преузео престо Визиготске краљевине са седиштем у Тулузу. Био је визиготски краљ од 466. до своје смрти, 484.
Наследио је велики део визиготских поседа у Аквитанији, једна од области Галије која се налазила под визиготском контролом од 415. године. Деценијама су се Визиготи постепено ширили на рачун ослабљеног Римског царства, и полако су све више продирали унутар Хиспаније. 
Када је постао краљ, Еурих је прво победио неколико других визиготских краљева и племенских вођа у грађанском рату, да би након тога постао први владар уједињеног визиготског народа. Искростивши проблеме Римског царства, проширио је Визиготско краљевство на велики део Хиспаније, потискујући Свеве на северозапад Иберијског полуострва. До пропасти Западног римског царства, Еурих је већ контролисао цело Иберијско полуострво.
Године 470. Еурих је успешно одбио инвазију Келта и проширио своје територије на север, највероватније до реке Сом на франачкој територији.
Претходни визиготски краљеви су званично били само легати римског цара, али Еурих је био први визиготски краљ који је прогласио потпуну независност од Рима. Године 475. Еурих је натерао западног цара Јулија Непота да му призна потпуну независност у замену за галску област Провансу. Римски грађани Хиспаније су тада признали Еуриха за свог краља. Исте године, Клермон Феран се предао након дуге визиготске опсаде, а бискуп града, Сидоније Аполинар, молио је за мир. Еурих је поделио Западно римско царство са Одоакаром.
Еурих је био један од ученијих визиготских краљева, и био је први Герман који је формално сакупио законе свог народа у један кодекс. Еурихов кодекс из 471. године овековечио је традиционалне законе Визигота који су се до тада само преносили усменим путем.
Након Еурихове смрти 484. године, Визиготско краљевство је обухватало цело Иберијско полуострво (осим данашње Галиције где су владали Свеви) и више од две трећине данашње Француске. Едвард Гибон, у 38. поглављу своје Историје опадања и пропасти Римског царства, каже да Француска своју величину треба да захвали прераној Еуриховој смрти док је његов син Аларих II био још дете, а његов противник Хлодовех амбициозни млади франачки краљ.